# Chita (Boyacá)
Chita est une municipalité située dans le département de Boyacá, en Colombie.